# Sigmundur Davíð Gunnlaugsson
Sigmundur Davíð Gunnlaugsson (Reikiavik; 12 de marzo de 1975) es un político islandés que fue primer ministro de Islandia desde mayo de 2013 hasta abril de 2016. También fue presidente del Partido Progresista desde 2009 hasta octubre de 2016. Fue elegido miembro del Althing (Parlamento de Islandia) como octavo diputado por la Constitución de Reikiavik Norte en las 25 de abril de 2009. Con 38 años, fue el tercer islandés más joven en ocupar el cargo de Primer Ministro.
Tras la publicación de los Papeles de Panamá, anunció el 5 de abril de 2016 que dimitiría como primer ministro en medio de la indignación pública por poseer una sociedad offshore para refugiar dinero y no revelarlo al entrar en el Parlamento. El 7 de abril de 2016, fue sustituido como primer ministro por Sigurður Ingi Jóhannsson, quien también le sustituyó como presidente del Partido Progresista el 2 de octubre de 2016, tras una derrota en la que se presentó para continuar como líder. Justo antes de las elecciones parlamentarias de 2017, abandonó el Partido Progresista y fundó el Partido del Centro y actualmente sigue siendo el líder del partido.

## Biografía
Davíð es hijo del exdiputado del Parlamento islandés. Es licenciado en administración de empresas por la Universidad de Islandia. Participó en un intercambio de estudiantes con la Universidad de Copenhague a la Universidad Plejánov de Moscú, y también estudió en el Wolfson College de Oxford, aunque no obtuvo allí el título. Obtuvo una Beca Chevening en la Universidad de Cambridge en 2004.
Davíð se convirtió en reportero de noticias para la servicio estatal de radiodifusión de Islandia en mayo de 2000 antes de trabajar en el programa de actualidad Kastljós de forma intermitente de 2002 a 2007. Fue presidente del Sindicato Nórdico de Estudiantes de Economía entre 2000 y 2002 y miembro del Consejo de Planificación de la Ciudad de Reikiavik entre 2008 y 2010.

## Trayectoria
Sigmundur Davíð saltó a la fama en Islandia como portavoz del movimiento InDefence, que luchó contra los intentos de los acreedores extranjeros de obligar a Islandia a pagar 2.300 millones de libras en indemnizaciones al Reino Unido y los Países Bajos tras el colapso y la posterior nacionalización de los tres bancos islandeses. Como escribió Eirikur Bergmann en The Guardian, «Ésta ha sido la crisis diplomática más grave que ha sufrido el país, y Gunnlaugsson ha estado al frente de ella» Él y su esposa Anna Sigurlaug Pálsdóttir ya eran propietarios de la empresa offshore Wintris en aquel momento, tras haberla comprado en 2007 a Mossack Fonseca a través de la sucursal luxemburguesa de Landsbanki y haberla registrado en las Islas Vírgenes Británicas.
Fue elegido presidente del Partido Progresista el 18 de enero de 2009 con el 40,9% de los votos de los miembros del partido, superando a Höskuldur Þórhallsson (37,9%). El 22 de enero de 2009, Davíð propuso el apoyo de los siete votos del Partido Progresista en el Althing a una coalición minoritaria entre la Alianza Socialdemócrata y el Movimiento de Izquierda-Verde, como alternativa a la coalición gobernante entre el Partido Independentista y la Alianza Socialdemócrata, con el objetivo de forzar la convocatoria de elecciones anticipadas. Al día siguiente, el primer ministro Geir Haarde anunció elecciones para el 9 de mayo de 2009, en las que por motivos de salud no sería candidato.
La inestable Corona islandesa durante la crisis bancaria y financiera llevó a algunos a proponer la adopción del euro. Pero Jürgen Stark, del Banco Central Europeo, dijo que para ello sería necesario unirse a la Unión Europea. En mayo de 2012, Islandia no cumplía ninguno de los criterios de convergencia. El país logró cumplir los criterios de déficit en 2013 y había empezado a disminuir su ratio deuda/PIB, pero seguía teniendo una inflación IPCA y unos tipos de interés gubernamentales a largo plazo elevados.
En las elecciones parlamentarias islandesas de 2013 , el Partido Progresista y el Partido de la Independencia obtuvieron 19 escaños cada uno. El 30 de abril, el presidente Ólafur Ragnar Grímsson pidió a Sigmundur Davíð que formara un nuevo gobierno. El 23 de mayo de 2013, Sigmundur Davíð, como presidente del Partido Progresista, se convirtió en el nuevo primer ministro de Islandia, mientras que el líder del Partido Independentista, Bjarni Benediktsson, asumió el cargo de ministro de Finanzas y Asuntos Económicos. A los 38 años, Sigmundur Davíð fue el primer ministro más joven de la historia de la República Islandesa y el jefe de Gobierno elegido democráticamente más joven del mundo en aquel momento.
Sigmundur Davíð dijo en 2013 que las conversaciones con los acreedores avanzaban más despacio de lo que le gustaría. Muchos de los acreedores originales de los bancos vendieron la deuda con un gran descuento a Fondos de cobertura extranjeros, y una cancelación de deuda era «necesaria» porque el pago de todo el Pasivo de los bancos causaría el colapso de la moneda debido a la cantidad de coronas islandesas que se convertirían al hacer los pagos.
Sigmundur Davíð abogó en un artículo de 2014 por una mayor cooperación regional entre los países nórdicos y del Mar Báltico, a través de organismos como el Consejo de los Estados del Mar Báltico, la región de Barents. Consejo Euroártico, la Dimensión Nórdica y el Consejo Ártico.

## Los papeles de Panamá
En una filtración de documentos del bufete de abogados panameño Mossack Fonseca se descubrió que el primer ministro invirtió millones de dólares en bonos de bancos desde paraísos fiscales ultizando una sociedad offshore, llamada Wintris de los que se desprendió en 2009 al llegar al Parlamento vendiéndoselos a su mujer por un dólar. También están involucrados su ministra del Interior y su ministro de Finanzas. Una de las consecuencias políticas inmediatas de la filtración ha sido la exigencia de nuevas elecciones en Islandia. El descubrimiento de esto provocó que en Islandia, el 4 de abril de 2016, miles de personas se concentraran al frente al Parlamento de Islandia para mostrar su enfado ante la tormenta de los papeles de Panamá, y pedir la renuncia del gobernante.

### Renuncia
El 5 de abril de 2016, Sigmundur David Gunnlaugsson renunció al cargo de primer ministro tras la filtración de los papeles de Panamá, que lo vinculaban a una empresa en un paraíso fiscal, una decisión adoptada en una reunión de su Partido Progresista y después de que pidiera la disolución del Parlamento al presidente de Islandia Ólafur Ragnar Grímsson.

### Retiro temporal y regreso
La oficina del primer ministro islandés envió el 5 de abril de 2016 por la noche un correo electrónico a los medios de comunicación precisando que David Gunnlaugsson no había dimitido, sino que se ha «echado a un lado» (step aside) por un periodo de tiempo no especificado.
En 2017, Sigmundur Davíð Gunnlaugsson fundó el Partido de Centro como escisión del Partido Progresista, liderando actualmente esta formación.